# Wacław Zastrzeżyński
Wacław Zastrzeżyński (ur. 22 marca 1900 w Wilnie, zm. 22 listopada 1959 w Katowicach) – polski aktor teatralny i filmowy.

## Życiorys
Sztuki aktorskiej uczył się w Poznaniu, gdzie debiutował w 1923 roku w tamtejszym Teatrze Polskim. W kolejnych latach występował w Bydgoszczy (1924-1925, 1926-1927), Katowicach (Teatr Polski 1925–1926, 1929–1931), Łodzi (1927–1928), Warszawie (Teatr Ateneum 1928–1929), Wilnie (1931–1932, 1934–1941) oraz Krakowie (Teatr im. Juliusza Słowackiego 1932–1934).
Podczas II wojny światowej był więźniem obozu koncentracyjnego w Stutthofie. Po wyzwoleniu, w latach 1945–1947 pracował w Gdyni (Teatr Komedia, Teatr Dramatycznym Marynarki Wojennej), a następnie przeniósł się do Katowic, gdzie do końca życia występował w tamtejszym Teatrze Śląskim im. Stanisława Wyspiańskiego.

## Filmografia
- Pościg (1953) – Muchaj, dyrektor Państwowego Stada Ogierów w Reglach
- Popiół i diament (1958) – Szczuka, sekretarz wojewódzki PPR